# クーロン毎キログラム
クーロン毎キログラム（クーロンまいキログラム、記号:C/kg）は、照射線量のSI単位である。1キログラムの乾燥空気に作用したときに1クーロンの二次電子を発生する照射線量であるが、正確な定義は次の通りである。
非SI単位であるCGS静電単位系での照射線量の単位はesu/cm3に等しいレントゲン (R) であり、この2つは標準状態の乾燥空気の密度を用いると、
1 R = （正確に）2.58×10−4 C/kg
したがって、
1 C/kg = 約 3875.969 R
と換算される。

## 符号位置
| 記号 | Unicode | JIS X 0213 | 文字参照          | 名称                 |
| ---- | ------- | ---------- | ----------------- | -------------------- |
| ㏆   | U+33C6  | -          | &#x33C6; &#13254; | クーロン毎キログラム |

Unicodeには、クーロン毎キログラムを表す上記の文字が収録されている。これはCJK互換用文字であり、既存の文字コードに対する後方互換性のために収録されているものであるので、使用は推奨されない。